# Державний кордон Росії

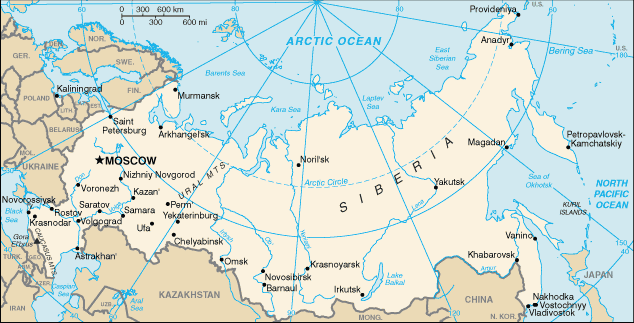
Карта Росії

Державний кордон Росії — державний кордон, лінія на поверхні Землі та вертикальна поверхня, що проходить по цій лінії, що визначають межі державного суверенітету Росії над власними територією, водами, природними ресурсами в них і повітряним простором над ними.

## Сухопутний кордон
Загальна довжина кордону — 22 408 км; другий за довжиною після КНР державний кордон у світі. Росія межує з 14 державами. На території держави відсутні анклави інших держав. Калінінградська область — ексклав Російської Федерації на березі Балтійського моря між Польщею та Литвою.
Ділянки державного кордону
| Держава        | Ділянка                  | Довжина (км) | Прикордонні регіони | Примітки |
| -------------- | ------------------------ | ------------ | ------------------- | -------- |
| Азербайджан    | південний захід          | 338          |                     |          |
| Білорусь       | захід                    | 1312         |                     |          |
| КНР            | південний схід           | 4179         |                     |          |
| Естонія        | захід                    | 324          |                     |          |
| Фінляндія      | північний захід          | 1309         |                     |          |
| Грузія         | південний захід          | 894          |                     |          |
| Казахстан      | південь                  | 7644         |                     |          |
| Північна Корея | південний схід           | 18           |                     |          |
| Латвія         | захід                    | 332          |                     |          |
| Литва          | Калінінградський ексклав | 261          |                     |          |
| Монголія       | південний схід           | 3452         |                     |          |
| Норвегія       | північний захід          | 191          |                     |          |
| Польща         | Калінінградський ексклав | 210          |                     |          |
| Україна        | захід                    | 1944         |                     |          |

## Морські кордони
Росія омивається водами 12 морів трьох океанів. Загальна довжина морського узбережжя 37,65 тис. км. Згідно з Конвенцією Організації Об'єднаних Націй з морського права (UNCLOS) 1982 року, протяжність територіальних вод країни встановлено в 12 морських миль (22,2 км). Прилегла зона, що примикає до територіальних вод, в якій держава може здійснювати контроль, необхідний для запобігання порушень митних, фіскальних, імміграційних або санітарних законів, простягається на 24 морські милі (44,4 км) від узбережжя (стаття 33). Виключна економічна зона встановлена на відстань 200 морських миль (370,4 км) від узбережжя. Континентальний шельф — до глибин 200 м.
| Держава | Ділянка        | Довжина (км) | Прикордонні регіони                      | Примітки                                              |
| ------- | -------------- | ------------ | ---------------------------------------- | ----------------------------------------------------- |
| США     | північний схід | 49           | Чукотський автономний округ, штат Аляска |                                                       |
| Японія  | південний схід | 194,3        | Сахалінська область, префектура Хоккайдо | Кордон неврегульований (Проблема Північних територій) |

## Спірні ділянки кордону

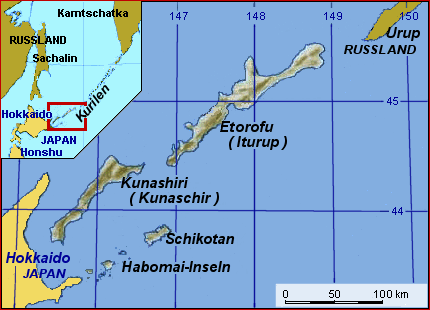
Територія спірних з Японією Південних Курильських островів